# Wilhelm Nagel (Goldschmied)
Wilhelm Nagel (* 29. Juli 1927 in Köln; † 30. März 2014 in Bonn) war ein deutscher Goldschmied.

## Werdegang
Von 1941 bis 1944 ging Wilhelm Nagel bei dem Kölner Gold- und Silberschmiedemeister Fritz Zehgruber in die Lehre. Ab 1943 besuchte er zusätzlich als Abendschüler die Meisterschule in Köln, wo er unter anderem im Zeichnen unterrichtet wurde. Zwischen 1944 und 1945, nach der Einberufung in den Kriegsdienst, geriet er in Gefangenschaft, aus welcher er im Sommer 1945 freikam. In den darauf folgenden Jahren arbeitete Wilhelm Nagel in verschiedenen Kölner Werkstätten, bis er schließlich 1948 ein Studium an den Kölner Werkschulen begann. Unterrichtet wurde er dort unter anderem von dem Maler und Kunstprofessor Otto Gerster und der Goldschmiedin und Kunstprofessorin Elisabeth Treskow -für die er von 1950 bis 1952 auch als Assistent tätig war-. 1952 beendete Wilhelm Nagel seine Studien. Die Meisterprüfung als Gold- und Silberschmied bei der Handwerkskammer Köln legte er noch zusätzlich ab und war seitdem freischaffend im Rheinland tätig. Von 1971 bis 1989 war Nagel Lehrbeauftragter an der TH-Köln im Fachbereich Kunst und Design.

## Art und Umfang der künstlerischen Arbeiten
Wilhelm Nagel ist ein Vertreter der klassisch modernen Goldschmiedekunst. Zu seinen Gestaltungsaufgaben zählten neben vielen christlich-sakralen Werken wie Tabernakeln, Altären, Reliquiaren und Bischofsinsignien auch profane Arbeiten, wie Ehrenringe, Amtsketten, Leuchter, Schalen und die Fertigung individueller Schmuckstücke. Besondere Bekanntheit erlangte in Deutschland der von ihm 1964 entworfene und gefertigte DFB-Pokal, welcher seitdem alljährlich dem deutschen Fußballpokalsieger als Trophäe überreicht wird. 2002 wurde er von ihm auch aufwändig restauriert. Im Rahmen von Ausstellung und Wettbewerben wurden Wilhelm Nagel zahlreiche Preise, Diplome und Auszeichnungen zuerkannt. 2008 zeigte das Museum für Angewandte Kunst Köln unter dem Titel „Schmuckpole“, Arbeiten von ihm und Karl Fritsch. Zuletzt ehrte ihn der Rhein-Erft-Kreis mit dem Kreiskulturpreis des Jahres 2010.

## Werke (Auswahl)
- 1964 DFB-Pokal für den Deutschen Fußball-Bund
- 1966 das Tabernakel im Kartäuser-Kloster Marienau
- 1988 Veredelung des Altars in der Xantener Stiftskirche St. Viktor
- 1989 Rektoratskette für den Rektor der Fachhochschule Köln
- 1991 Reliquiar für Adolph Kolping für die Seligsprechung in Rom[4]